# Séparatisme kurde en Iran
Le séparatisme kurde en Iran ou le conflit kurde-iranien, est un conflit séparatiste de longue durée,,, entre l'opposition kurde en Iran occidental et les gouvernements iraniens, qui dure depuis l'émergence de Reza Chah Pahlavi en 1918.
Les premières activités séparatistes kurdes des temps modernes font référence aux révoltes tribales dans la province actuelle d'Azerbaïdjan occidental de l'État impérial d'Iran, qui ont commencé entre les deux guerres mondiales - les plus importantes d'entre elles étaient dirigées par Simko Shikak, Jafar Sultan et Hama Rashid. Beaucoup ont cependant fixé le point de départ du séparatisme politico-nationaliste kurde organisé en date de 1943, lorsque le Komala (peu après le Parti démocratique du Kurdistan d'Iran (PDKI)) commence ses activités politiques en Iran, dans le but d'obtenir une autonomie partielle ou complète des régions kurdes.
La transformation de la lutte politique tribale en lutte politique kurde en Iran a eu lieu au lendemain de la Seconde Guerre mondiale, le PDKI établissant la République de Mahabad pendant la crise iranienne de 1946. La tentative soutenue par l'Union des républiques socialistes soviétiques d'établir un État kurde en Iran occidental a échoué. Plus d'une décennie plus tard, des soulèvements tribaux périphériques sont lancés avec le soutien du PDKI jusqu'en 1966-1967. Dans l'épisode le plus violent du conflit, plus de 30 000 Kurdes sont morts lors de la rébellion de 1979 et de l'insurrection du PDKI qui en a résulté. Bien que la lutte armée du PDKI ait pris fin à la fin de 1996, une autre organisation armée kurde émerge en Iran au début des années 2000. Le conflit Iran-PJAK en cours débute donc en 2004,.
L'Iran n'a jamais utilisé le même niveau de brutalité contre sa propre population kurde, mais a toujours été fermement opposé au séparatisme kurde.

## Histoire

### Tribalisme et nationalisme primitif

#### Première révolte de Simko (1918-1922)
La révolte de Simko Shikak était un soulèvement kurde tribal armé soutenu par les Ottomans, contre la dynastie qajar d'Iran de 1918 à 1922, dirigé par le chef kurde Simko Shikak. Cette rébellion tribale est parfois considérée comme la première tentative majeure d'établir un État kurde indépendant en Iran, mais les chercheurs considèrent la révolte comme une tentative d'un puissant chef tribal d'établir son autorité personnelle vis-à-vis du gouvernement central dans toute la région. Alors que des éléments du nationalisme kurde sont présents dans ce mouvement, les historiens conviennent qu'ils ne sont guère assez articulés pour justifier une affirmation selon laquelle la reconnaissance de l'identité kurde était un problème majeur dans le mouvement de Simko, et il a dû s'appuyer fortement sur des motifs tribaux conventionnels. II manquait d'organisation administrative et Simko s'intéressait principalement au pillage. Les forces gouvernementales et les non-Kurdes ne sont pas les seuls à souffrir des attaques, la population kurde subit également des vols et des agressions. Les hommes de Simko ne semblent pas ressentir de sentiment d'unité ou de solidarité avec d'autres Kurdes. L'historien Ervand Abrahamian décrit Simko comme « notoire » pour avoir massacré des milliers d'Assyriens et « harcelé » les démocrates. Pourtant, certains Kurdes vénèrent aujourd'hui Simko comme un héros du mouvement indépendantiste.

#### Rébellion de Simko de 1926 en Iran
En 1926, après avoir repris le contrôle de sa tribu, Simko commence une autre rébellion pure et simple contre l'État. Lorsque l'armée l'engage, la moitié de ses troupes ont fait défection vers l'ancien chef de la tribu et Simko s'enfuit en Irak.

#### Révolte du sultan Jafar
Jafar Sultan de la région de Hewraman prend le contrôle de la région entre Marivan et le nord de Halabja et demeure indépendant jusqu'en 1925. Après quatre ans sous domination iranienne, le chef tribal se révolte en 1929, mais est effectivement écrasé.

#### Révolte de Hama Rashid
La révolte de Hama Rashid fait référence à un soulèvement tribal à Pahlavi en Iran, pendant la Seconde Guerre mondiale, après l'invasion anglo-soviétique de l'Iran. La révolte tribale éclate dans l'atmosphère générale d'anarchie dans tout l'Iran et sa principale faction a été dirigée par Muhammed Rashid, qui a duré de la fin de 1941 à avril 1942, puis reprend en 1944, entraînant la défaite de Rashid. Il est considéré comme l'un des facteurs qui ont conduit à la création du mouvement d'indépendance politique kurde en 1945-1966.

### Séparatisme politique

#### Crise du Mahabad

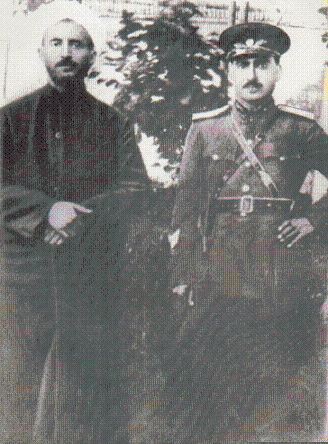
Qazi Muhammad et Mustafa Barzani lors des événements de 1946.

Le danger de fragmentation dans l'Iran moderne est devenu évident peu après la Seconde Guerre mondiale lorsque l'Union soviétique refuse de renoncer au territoire iranien du Nord-Ouest occupé. La crise iranienne de 1946 comprenait une tentative séparatiste du PDKI et des groupes communistes d'établir le gouvernement fantoche soviétique,, et de déclarer la République de Mahabad au Kurdistan iranien (aujourd'hui la partie sud de la province d'Azerbaïdjan occidental). Il est né avec le gouvernement populaire d'Azerbaïdjan, un autre État fantoche soviétique,. L'État lui-même englobait un très petit territoire, y compris Mahabad et les villes adjacentes, incapable d'incorporer le Kurdistan iranien du Sud, qui tombait à l'intérieur de la zone anglo-américaine et incapable d'attirer les tribus en dehors de Mahabad lui-même vers la cause nationaliste. En conséquence, lorsque les Soviétiques se sont retirés d'Iran en décembre 1946, les forces gouvernementales ont pu entrer à Mahabad sans opposition. Quelque 1 000 personnes sont mortes pendant la crise.
La crise iranienne de 1946 comprenait une tentative du PDKI d'établir une république indépendante dominée par les Kurdes de Mahabad au Kurdistan iranien. Bien que plus tard, plusieurs insurrections marxistes se soient poursuivies pendant des décennies, dirigées par le PDKI et Komala, ces deux organisations n'ont jamais préconisé un État kurde distinct ou un grand Kurdistan comme l'a fait le Parti des travailleurs du Kurdistan (PKK) en Turquie,,,.

#### Révolte kurde de 1967
Au milieu des années 1960, une série de troubles tribaux kurdes ont éclaté dans l'ouest de l'Iran, fatigués de la renaissance du Parti démocratique du Kurdistan d'Iran (PDKI). En 1967-1968, les troupes du gouvernement iranien répriment une révolte kurde en Iran occidental, consolidant les soulèvements kurdes précédents dans la région de Mahabad-Urumiya.

#### Rébellion de 1979
La rébellion kurde de 1979 en Iran était une insurrection dirigée par le PDKI et le Komala au Kurdistan iranien, qui est devenue la rébellion la plus grave contre le nouveau régime iranien, après la révolution islamique. La rébellion prend fin en décembre 1982, avec 10 000 morts et 200 000 déplacés.

#### Insurrection du PDKI
L'insurrection par le PDKI a eu lieu au Kurdistan iranien au début et au milieu des années 1990, initiée par l'assassinat de son chef en exil en juillet 1989. L'insurrection du PDKI a pris fin en 1996, après une campagne iranienne réussie d'assassinats ciblés de dirigeants du PDKI et de répression de ses bases de soutien en Iran occidental. En 1996, le PDKI annonce un cessez-le-feu unilatéral et agit depuis de manière discrète avant de nouveaux affrontements en 2015.

### Insurrection du PJAK
Le conflit entre l'Iran et le Parti pour une vie libre au Kurdistan (PJAK) est une rébellion en cours du PJAK au cours de laquelle des centaines de militants kurdes et de forces iraniennes ainsi que des civils sont morts, qui dure officiellement depuis avril 2004. Le PJAK est basé dans la zone frontalière avec le Kurdistan irakien et est affilié au PKK marxiste de Turquie, bien que les PJAK eux-mêmes aient tendance à négliger cette relation présumée. Bien que parfois décrite comme une organisation exigeant plus de droits de l'homme pour les Kurdes en Iran, elle est considérée comme séparatiste par les médias iraniens et divers analystes occidentaux,,. L'objectif du PJAK est l'établissement d'une autonomie kurde et, selon Habeeb, ils ne constituent aucune menace grave pour le régime de la République islamique.
L'une des premières actions de l'administration américaine de Barack Obama est de déclarer le PJAK comme « organisation terroriste »,. Le PJAK et le gouvernement iranien se mettent d'accord sur un cessez-le-feu, à la suite de l'offensive iranienne de 2011 sur les bases du PJAK. Après l'accord de cessez-le-feu, un certain nombre d'affrontements entre le PJAK et les Gardiens de la révolution islamique ont lieu en 2012 et, au milieu de 2013, les combats reprennent dans des incidents sporadiques, s'intensifiant en 2016.

### Renouvellement des tensions de 2014 à aujourd'hui

#### Escalade et troubles

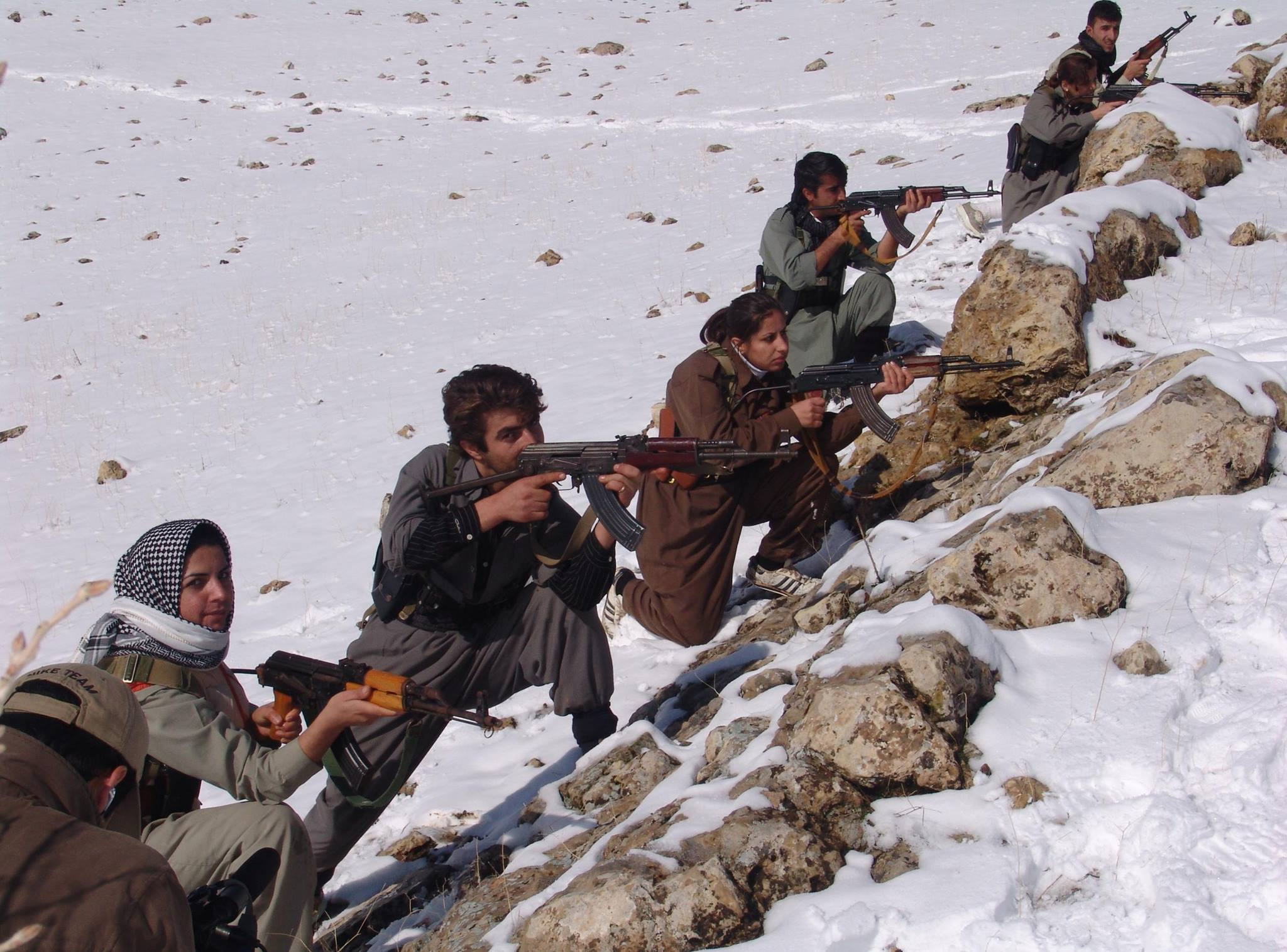
Combattants du PDKI.

En janvier 2014, les forces iraniennes tuent un membre du Parti démocratique du Kurdistan d'Iran, alors qu'il diffusait des tracts.
En septembre 2014, lors d'un certain nombre d'affrontements, le PDKI engage la sécurité iranienne pour la première fois depuis de nombreuses années, tuant au moins six soldats iraniens. Il n'était pas clair si cela résultait d'un changement de politique du PDKI (qui a éludé la violence depuis 1996) ou d'une séquence isolée d'incidents.
En mai 2015, une attaque iranienne présumée (prétendument déguisée en combattants du PKK) contre la force du PJAK à la frontière entre l'Iran et le Kurdistan irakien fait six morts, soit deux membres du PDKI et quatre du PKK (ou prétendument des agents iraniens).
Le 7 mai 2015, des Kurdes de souche se sont soulevés à Mahabad, en Iran, à la suite de la mort inexpliquée, le 4 mai 2015, de Farinaz Khosravani, une femme de chambre kurde de 25 ans. Les troubles et la violence se répandent dans d'autres villes kurdes d'Iran, telles que Sardacht, où la police affronte des centaines de manifestants le 9 mai 2015. Un manifestant aurait été tué dans les affrontements, et qu'en outre, le groupe d'insurgés kurdes PJAK avait attaqué un poste de contrôle iranien tuant deux membres du personnel iranien, selon le PJAK. Selon des sources de l'ARA, au 11 mai, le nombre de manifestants tués s'élève à six,. Les incidents suscitent également des réponses sévères de la part d'autres partis d'opposition kurde, y compris le Parti de la liberté du Kurdistan et le PDKI.
En juin 2015, une attaque du PDKI contre les forces des Gardiens de la révolution aurait fait six morts.

#### Insurrection de faible niveau (2016 à aujourd'hui)
Les affrontements militaires en Iran occidental font référence aux affrontements militaires en cours entre le PDKI et les Gardiens de la révolution iranienne, qui commencent en avril 2016. Le Parti de la liberté du Kurdistan (PAK) et Komalah expriment également leur soutien à la cause kurde de l'ICDP, les deux affrontant les forces de sécurité iraniennes en 2016 et 2017 respectivement. En parallèle, un groupe rebelle kurde iranien de gauche du PJAK reprend ses activités militaires contre l'Iran en 2016, après une longue période d'impasse.
Les affrontements de 2016 surviennent dans le contexte de ce que le PDKI décrit comme « un mécontentement croissant à Rojhelat ». Le commandant de la branche armée du PAK décrit que leur engagement et leur déclaration d'hostilités contre le gouvernement iranien sont dus au fait que « la situation au Kurdistan oriental (Kurdistan iranien) est devenue insupportable, en particulier avec les exécutions arbitraires quotidiennes contre les Kurdes [en Iran] ».